# Impasse du Commerce
L'impasse du Commerce est une voie située dans le 15e arrondissement de Paris, en France.